# Presidio Modelo
El Presidio Modelo fue una cárcel-panóptico construida en Cuba en la Isla de Pinos entre 1926 y 1931, a 4 km de Nueva Gerona, ciudad capital de la isla. Estaba inspirada en una penitenciaría en Joliet, Estados Unidos, y tenía cinco edificios de forma circular con una capacidad de 5 000 reos en total. Entre 1959 y 1967 se convirtió en un verdadero antro de terror para los cubanos que expresaban sus ideas prodemocráticas. Era solo para hombres. Estuvieron presos entre 1931 y 1967 unas 37.500 personas.

## Estructura

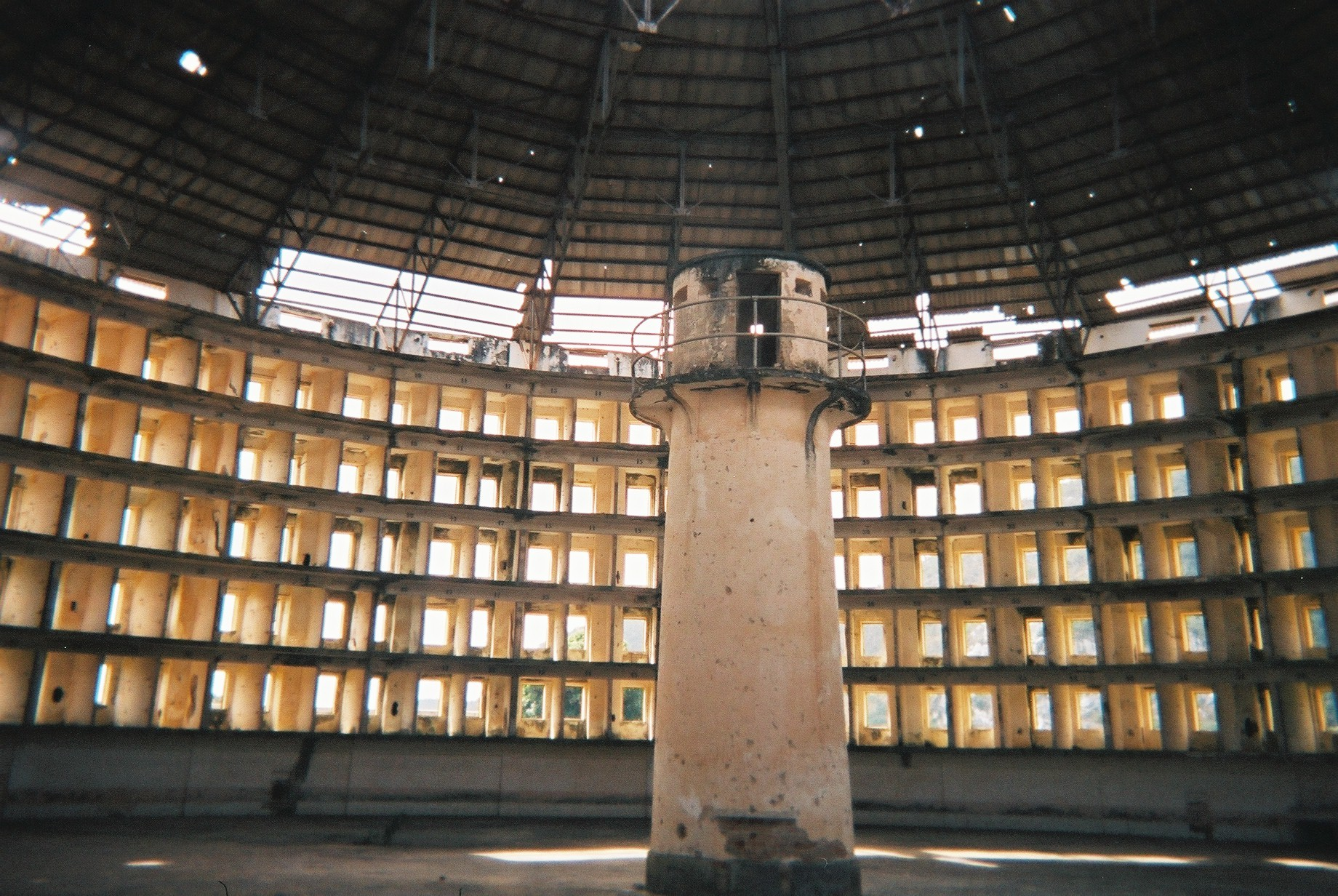
El interior de un edificio del Presidio Modelo.

El presidio se construyó en tierras del Estado y otras expropiadas a particulares. El recinto más el área de cultivos, cría de animales, y las canteras de mármol donde trabajaban los presos abarcaba 21,8 km². El presidio constaba de 34 edificaciones, incluido el edificio de Administración, y tenía un hospital y una biblioteca. Habían 4 edificios de planta circular de seis pisos, y 465 celdas del primero al quinto piso en cada edificio, con 2 camas en cada celda antes de 1959. En el centro de cada uno se encontraba una torre para los guardias de vigilancia armados con ametralladoras para cualquier desorden que pudiera suceder. Había un quinto edificio circular para el comedor que podía atender de una vez a 3.000 personas. El proyecto original consistía de 9 edificios circulares (uno para comedor), pero en 1932 no se construyó más por falta de presupuesto.

## Historia

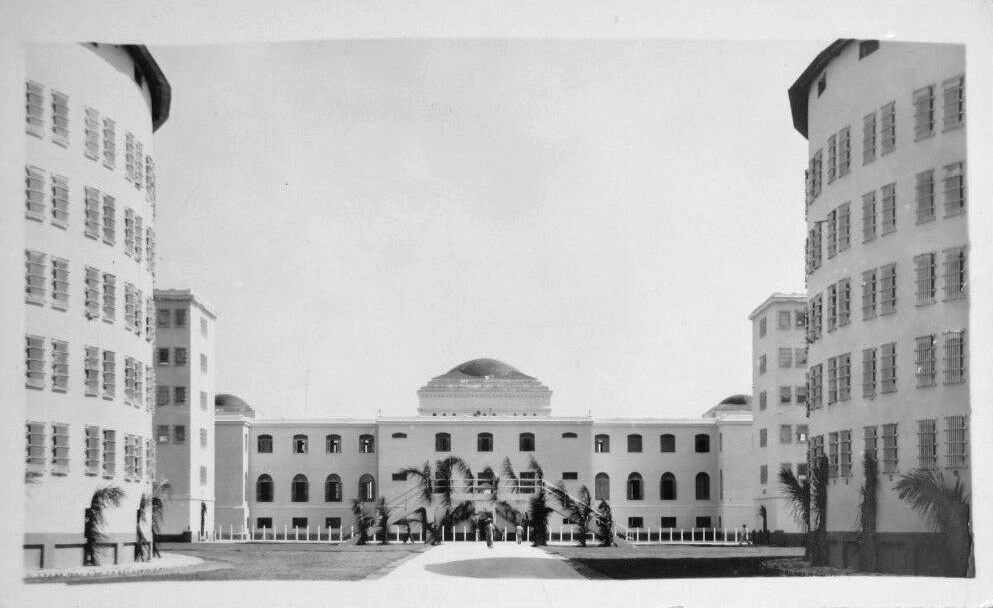
Presidio Modelo en los años 40'.

El 1 de febrero de 1926 el presidente de Cuba, Gerardo Machado colocó la primera piedra. Fue inaugurado el 16 de septiembre de 1931 durante su gobierno, pero el primer edificio circular de celdas fue terminado en 1928, y ese año acogió a 1.000 reclusos, muchos de los cuales participaron en su construcción, bajo las órdenes del primer jefe del Presidio, comandante Pedro Abraham Castells (1928-1933). En marzo de 1933 habían 3.000 presos, incluidos 300 presos políticos. En 1938 el Presidio se nombró Reclusorio Nacional para Hombres. Durante la Segunda Guerra Mundial albergó a prisioneros alemanes (50), japoneses (350), e italianos (25); los italianos fueron liberados en 1943, los alemanes en mayo de 1945, y los últimos japoneses a principios de 1946. Entre 1931 y 1958 estuvieron en el presidio 22.000 reclusos, la mayoría eran presos comunes, pero hubo también presos políticos, como el expresidente Mario García Menocal y los futuros presidentes Ramón Grau San Martín, Carlos Mendieta, Carlos Prío Socarrás, Fidel Castro y Raúl Castro. Otros destacados reclusos fueron Eduardo Chibás, Aureliano Sánchez Arango, Rafael García Bárcena, Raúl Roa, Juan Marinello Vidaurreta, Juan Manuel Márquez, Armando Hart, Pablo de la Torriente Brau, Menelao Mora, Aracelio Iglesias, Luis Conte Agüero, Emilio Laurent Dubet, Segundo Curtis, Ramiro Valdés Daussá, Justo Carrillo, y Mario Salabarría. Aquí cumplieron prisión decenas de oficiales militares (coronel a teniente) del Ejército Nacional sublevados en el Hotel Nacional en octubre de 1933, durante el Gobierno de los Cien Días. En uno de los pabellones del hospital del presidio estuvieron presos entre 1953 y 1955, casi dos años, Fidel Castro, Raúl Castro y 28 de sus compañeros después de su asalto al cuartel Moncada sucedido en 1953. Ellos estuvieron separados de los demás presos en un pabellón del hospital, y recibieron buen trato. Desde 1956 a 1959, el coronel Ramón Barquín, jefe de la Conspiración de los Puros contra el gobierno de Fulgencio Batista estuvo preso allí, junto al teniente coronel Manuel Varela Castro, comandante Enrique Borbonet, teniente José R. Fernández y otros. En 1957 arribaron al penal 22 expedicionarios del yate Granma y 18 revolucionarios participantes del Levantamiento en Santiago de Cuba el 30 de noviembre de 1956.
Los presidentes Gerardo Machado, Fulgencio Batista y Fidel Castro encarcelaron allí no solo a presos comunes, sino también a sus opositores políticos. Pablo de la Torriente Brau, famoso escritor y combatiente revolucionario cubano, el cual cumplió prisión política allí, escribió un famoso libro con el título "Presidio Modelo", donde se relata el ensañamiento, la falta de honor y los horripilantes crímenes que se cometían en la prisión por los propios guardias.

«...el Presidio Modelo resultó lo que tenía que ser, su historia abruma y deprime … los hombres devinieron monstruos, algunos pocos héroes, y centenares fueron redimidos por el martirio.»
Pablo de la Torriente Brau, Presidio Modelo.

### Tras la revolución cubana
Se calcula que hasta 1959 murieron en el presidio 763 personas, incluido por medios violentos.[cita requerida] Tras la victoria de la Revolución cubana en 1959 fue fusilado el Comandante Juan M. Capote Fiallo, jefe de la cárcel durante el presidio de Fidel Castro y los moncadistas, por orden del propio Fidel Castro. A partir de entonces el Presidio Modelo fue utilizado para encarcelar a opositores políticos, contrarrevolucionarios, homosexuales, Testigos de Jehová y otras personas que no encajaban en el nuevo estado socialista. Entre los 15.500 presos recluidos allí desde el triunfo de la Revolución cubana en 1959 estaban Huber Matos, Eloy Gutiérrez Menoyo, Eulogio Cantillo, Armando Valladares, exministro Ernesto de la Fe, los anticastristas Luis Andrés Vargas Gómez y Roberto Martín Pérez, Pedro Luis Boitel, Lauro Blanco, y los condenados en el Juicio de los aviadores.
La prisión a menudo estaba superpoblada con entre 6000 y 8000 reclusos desde 1959, con hasta 4 presos por celda. En 1960 una protesta de reclusos es sofocada a bayonetazos resultando muerto el excapitán de la policía batistiana Antonio Manteiga Vilariño y heridos un gran número de ellos. En 1961 hubo varios motines carcelarios y huelgas de hambre entre los presos políticos del nuevo estado castrista, varios murieron por los trabajos forzados.
Según declaraciones de los presos en ese momento, poco antes de la invasión de bahía de Cochinos en 1961, se hicieron preparativos para volar las cárceles (incluidos los reclusos) en caso de que se intentara liberarlos usando cargas de TNT en los pasajes subterráneos. Las cargas explosivas se retiraron después de la Crisis de los misiles de Cuba en el otoño de 1962.
En marzo de 1967 el Presidio Modelo fue cerrado definitivamente y todos los presos fueron llevados a otras instalaciones del país. En 1973 se hizo un museo en la parte del penal donde estuvieron presos los moncadistas. El Presidio Modelo fue declarado monumento nacional por el gobierno de Fidel Castro en 1978. Actualmente, en el antiguo edificio de Administración radica una escuela primaria y un centro de la Unión de Jóvenes Comunistas.